# 3050 Carrera
3050 Carrera (1972 NW) là một tiểu hành tinh vành đai chính được phát hiện ngày 13 tháng 7 năm 1972 bởi Torres, C. ở Cerro El Roble.